# Писана (річка)
Пи́сана, Списаний — річка в Українських Карпатах, у межах Самбірського району Львівської області. Права притока Яблуньки (басейн Стрию).

## Опис
Довжина 12 км, площа басейну 33,4 км². Річка типово гірська. Долина вузька, у верхів'ях заліснена. Заплава часто одностороння або відсутня. Річище слабозвивисте, з кам'янистим дном і численними перекатами. Характерні паводки після сильних дощів чи під час відлиги. 

## Розташування
Писана бере початок між горами хребта Бучок, на північ від села Сянки. Тече спершу на північний схід, далі — на північ, потім знову на північний схід, у пригирловій частині — на північний захід. Впадає до Яблуньки в межах села Нижня Яблунька. 
Притоки: гірські потічки. 
Річка тече територією регіонального ландшафтного парку «Надсянський».